# 미니 마우스
미니 마우스(Minnie Mouse)는 월트 디즈니가 만든 암컷 쥐 캐릭터이다. 미키 마우스의 여자친구로, 머리에는 리본을 달고 있다. 가끔 꽃이 심어져 있는 화분을 머리에 올리기도 한다.

## 성격
타인이 자신에게 무언가 해 주었을 때 굉장히 고마워하며, 낭만적인 것을 좋아한다.

## 관계
모든 시리즈를 통틀어 보았을 때 매사에 꼼꼼하며 타인에게 친절하지만, 기가 세기 때문에 누군가 옳지 않은 일을 했을 때는 따끔하게 혼내준다.(미키, 도널드 등)
모티머 마우스는 처음 미니의 부자 삼촌이라고 알려져 있었으나,후에 미키에게서 미니를 빼앗으려는 행동을 취한다. 가장 친한 친구는 데이지 덕으로 같이 쇼핑하거나 어딘가에 놀러간다. 그러나 가끔 데이지의 행동이 너무 과격해서 미니도 그것에 부담스러워할 때가 있다.

## 공주 혹은 여왕

### 킹덤하츠
게임 킹덤 하츠에서는 여왕으로 등장, 궁정 기사인 구피와 궁정 마법사인 도널드에게 미키 왕과 키 블레이드를 찾아오라고 명령한다.
시녀는 데이지.

### 디즈니 삼총사
디즈니 삼총사에서 미키, 도널드, 구피는 총사로 등장하는 한편, 미니는 공주로 등장하고, 시녀는 킹덤하츠와 마찬가지로 데이지이다.

## 하우스 오브 마우스
TV시리즈 하우스 오브 마우스에서는 클럽의 매니저로 등장한다,매니저이다보니 미키나 친구들을 잘 챙기는 등,꼼꼼한 모습이 잘 드러난다.

## 출현
- 누가 로저 래빗을 모함했나
- 디즈니 삼총사
- 미키 마우스 워크
- 미키의 크리스마스 선물
- 미키의 클럽하우스
- 미친 비행기
- 증기선 윌리
- 킹덤하츠
- 킹덤하츠 2
- 하우스 오브 마우스